# Сано, Минору
Минору Сано (яп. 佐野稔 Сано Минору, род. 3 июня 1955 года) — бывший японский фигурист, пятикратный чемпион Японии по фигурному катанию. Он представлял Японию на Зимних Олимпийских играх 1976 и на чемпионатах мира с 1973 по 1977 годы. Сано завоевал бронзовую медаль на чемпионате мира 1977, выиграв произвольную программу, в которой исполнил чисто сложнейший по тем временам набор из четырёх тройных прыжков, в том числе тройной лутц и тройной флип, совместив сложность с элегантностью стиля (судьи выставили за артистизм восемь оценок 5,9). Затем он оставил любительский спорт и сразу же стал национальным героем, потому что до тех пор ни один фигурист из Японии не добивался на этом соревновании таких высоких результатов. Успех Минору Сано смог повторить Такэси Хонда лишь в 2002 году.
В настоящее время работает комментатором на телевидении и инструктором по фигурному катанию. Среди его учеников были Сидзука Аракава и Ямато Тамура.

## Спортивные достижения
| Соревнования/Сезоны              | 1970-71 | 1971-72 | 1972-73 | 1973-74 | 1974-75 | 1975-76 | 1976-77 |
| -------------------------------- | ------- | ------- | ------- | ------- | ------- | ------- | ------- |
| Зимние Олимпийские игры          |         |         |         |         |         | 9       |         |
| Чемпионаты мира                  |         |         | 14      | 8       | 10      | 7       | 3       |
| Чемпионаты Японии                | 3       | 2       | 1       | 1       | 1       | 1       | 1       |
| Skate Canada International       |         |         |         | 3       | 2       |         |         |
| Приз газеты «Московские новости» |         |         |         |         | 3       |         |         |